# Tres Cruces
Tres Cruces est un quartier de Montevideo, la capitale de l'Uruguay. Il est délimité au sud et à l'ouest par Cordón (es), au nord par La Comercial (es) et Larrañaga (es), et à l'est par La Blanqueada et Parque Batlle (es). Il constitue un important point de circulation de la ville, situé à l'intersection des avenues 18 de Julio et Avenida 8 de Octubre (es) ainsi que du Boulevard Artigas (es). Il marque également le début de l'avenue Italia. Le quartier abrite la gare routière Tres Cruces, principale station de bus longue distance du pays.

## Origine du nom
Selon l'historien Isidoro de María, le nom de ces lieux fait référence aux « Trois Croix de Bois », qui indiquaient, au début du XVIIIᵉ siècle, l’endroit où trois personnes avaient été assassinées.

## Histoire
En 1813, le Congrès de Tres Cruces, également appelé Congrès d’Avril, s'est tenu, au cours duquel José Gervasio Artigas a émis les Instructions de l'An XIII. 
Dans la première moitié du XIXᵉ siècle, la zone qui correspond aujourd'hui à ce quartier accueillait plusieurs saladeros. Vers les années 1860, un village nommé Tres Cruces (en français : "Trois Croix") s'était déjà formé, s'étendant jusqu'à l'actuelle intersection des avenues 8 de Octubre et Garibaldi, dans le quartier de La Blanqueada. En 1868, le marché aux fruits de Tres Cruces y fut fondé.